# كابا المرقب (نجم)
كابا المرقب (بالإنجليزية: Kappa Telescopi i)‏ أو (κ Tel, κ Telescopii) هو نجم في كوكبة المرقب. عملاق أصفر طيفه نوع G9III، ولديه القدر الظاهري +5.19 ويبعد حوالي 293 سنة ضوئية من الأرض. هذا النجم فقير المعادن وهو في مرحلة الشيخوخة، كتلته 1.6 من كتلة الشمس، ومايقارب 11 مرة نصف قطر الشمس، عمره حوالي 1.87 مليار .في مساره التطوري من غير الواضح إذا كان يبرد أو يزيد في السخونة ليصبح نجم متثاقل أحمر .